# 雷宗
雷宗（1462年—？），字希曾，南直隸桐城縣（今安徽省桐城市）人，北直隸隆慶衛（今屬北京市延慶區）軍籍，明朝政治人物。

## 生平
弘治十一年（1498年）戊午科順天府鄉試第九十名舉人。弘治十五年（1502年）中式壬戌科三甲第一百一十一名進士。授山西崞县、河南汝阳县知县，正德三年（1508年）七月选授四川道試御史，六月八月随侍郎陆完围剿流贼杨虎等，任随軍紀功御史，七年五月因事被下锦衣卫诏狱，七年十一月降湖广浏阳县典史。

## 家族
曾祖雷忠；祖父雷昹；父雷信，母陳氏。永感下。兄雷宣，義官。